# Grand pétasite
Petasites hybridus
Espèce
Classification phylogénétique
Le Grand pétasite, ou Pétasite hybride, plus rarement appelé Chapelière ou Grand pas d'âne (Petasites hybridus, anciennement Petasitus officinalis), est une espèce de plantes à fleurs de la famille des Astéracées.

## Phytonymie et nom vernaculaire
Le nom de genre Petasites vient du grec petasos « chapeau à large bord », allusion à la largeur que peuvent atteindre les feuilles. Le nom vernaculaire de « Chapelière » ou « Chapeau du diable » fait également référence à cette caractéristique.

## Description
Plante herbacée vivace à rhizome. Les feuilles apparaissent après la floraison printanière. Elles ont un limbe arrondi ; elles sont molles et veloutées et dépassent 50 cm de diamètre.

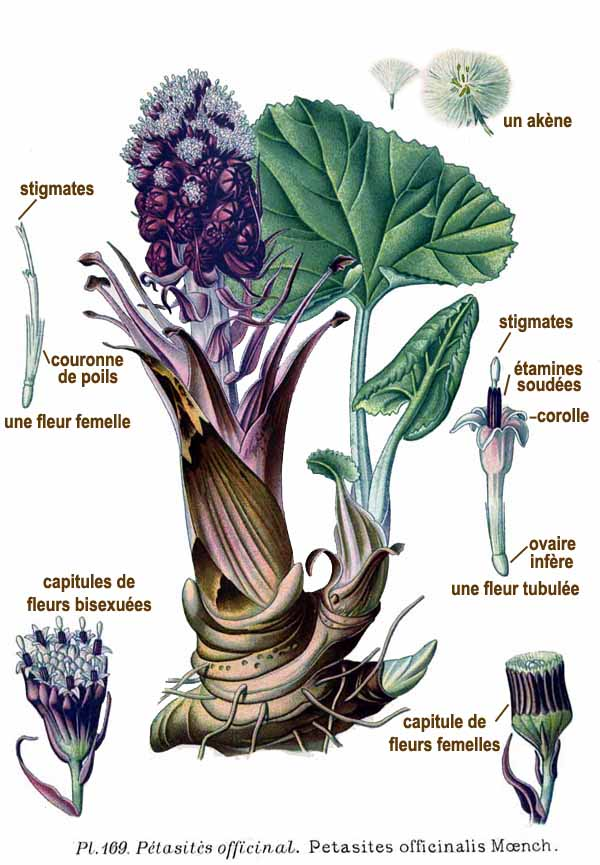
Planche botanique de 1891.
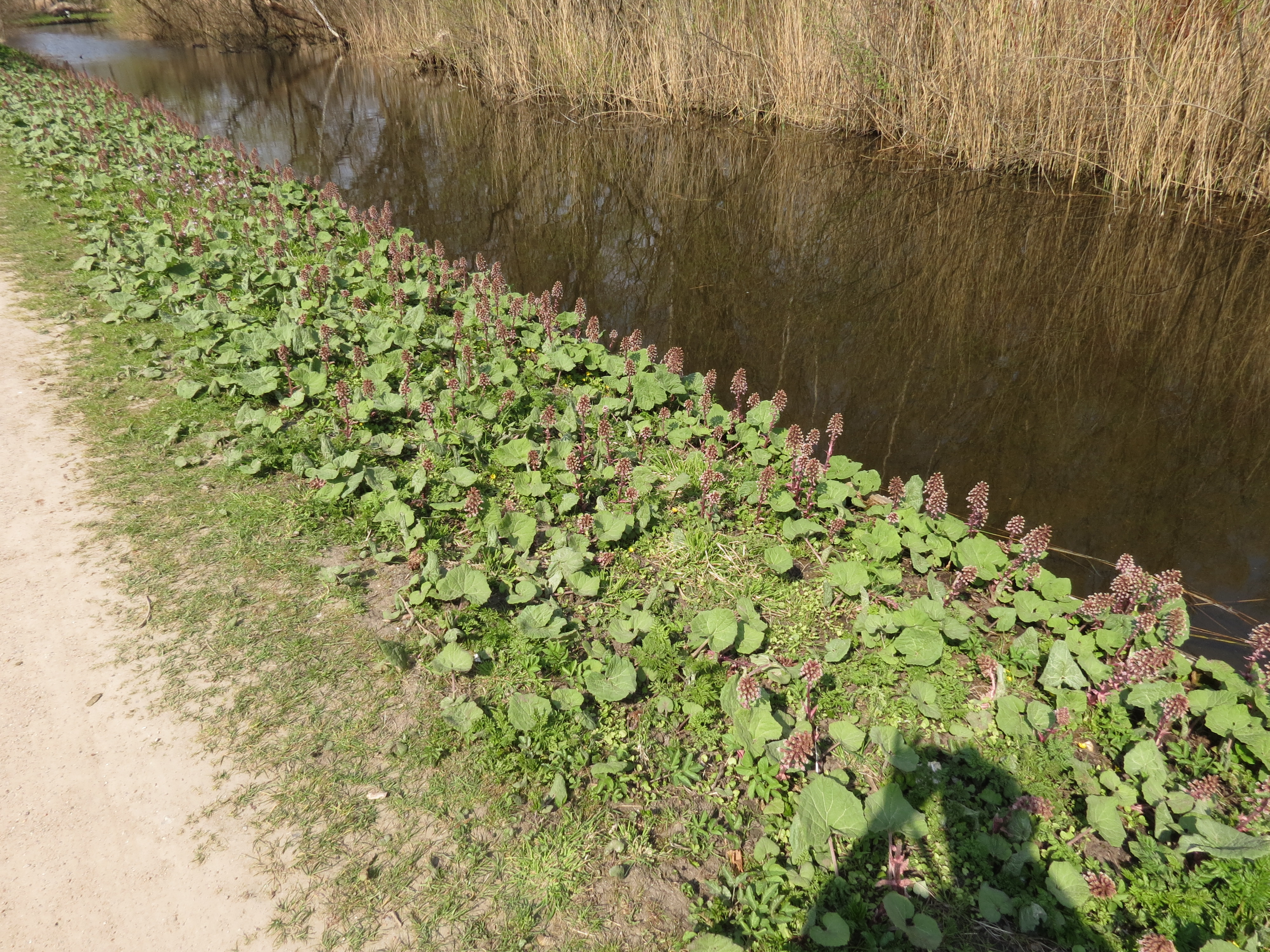
Aspect général.
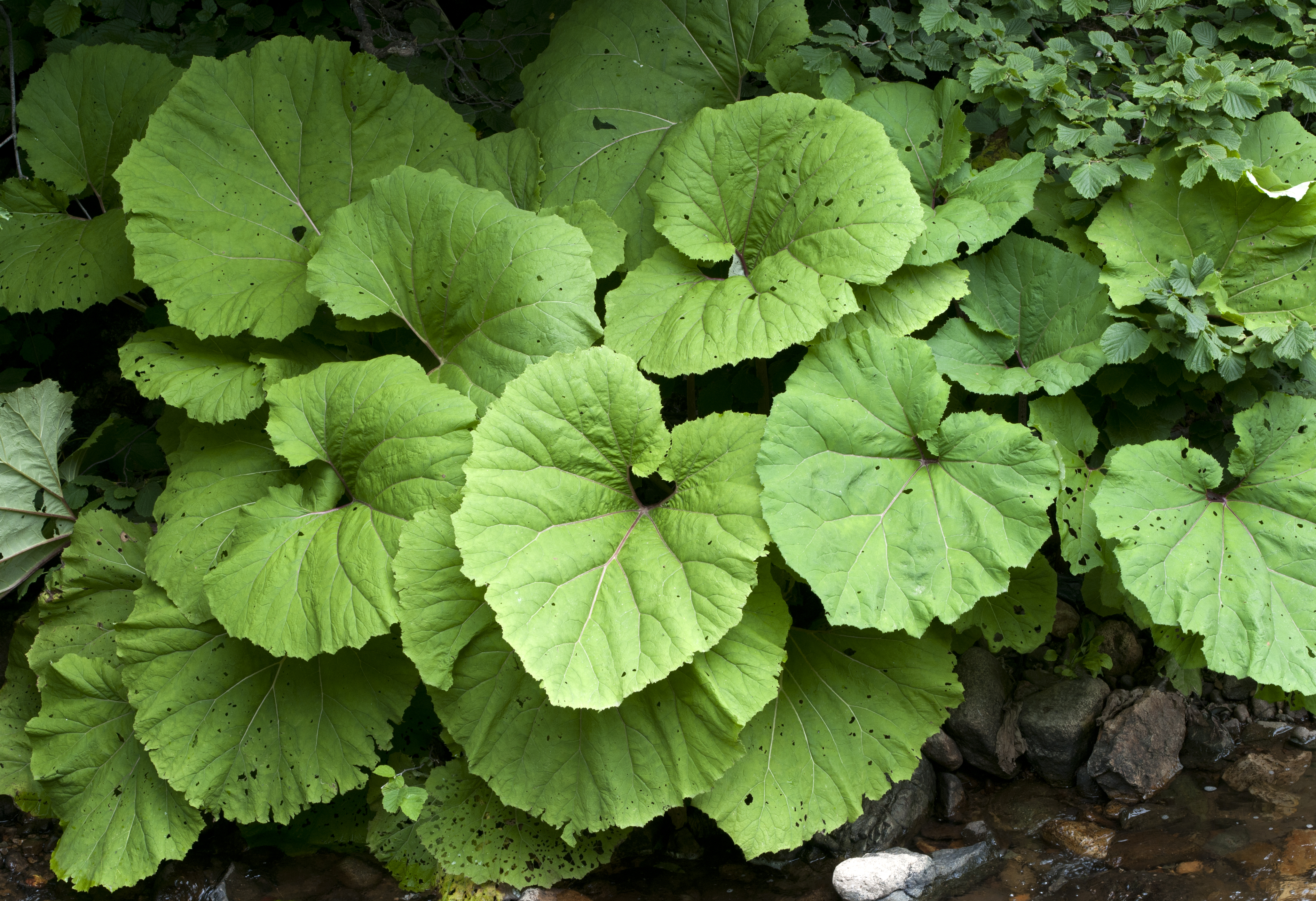
Feuilles.
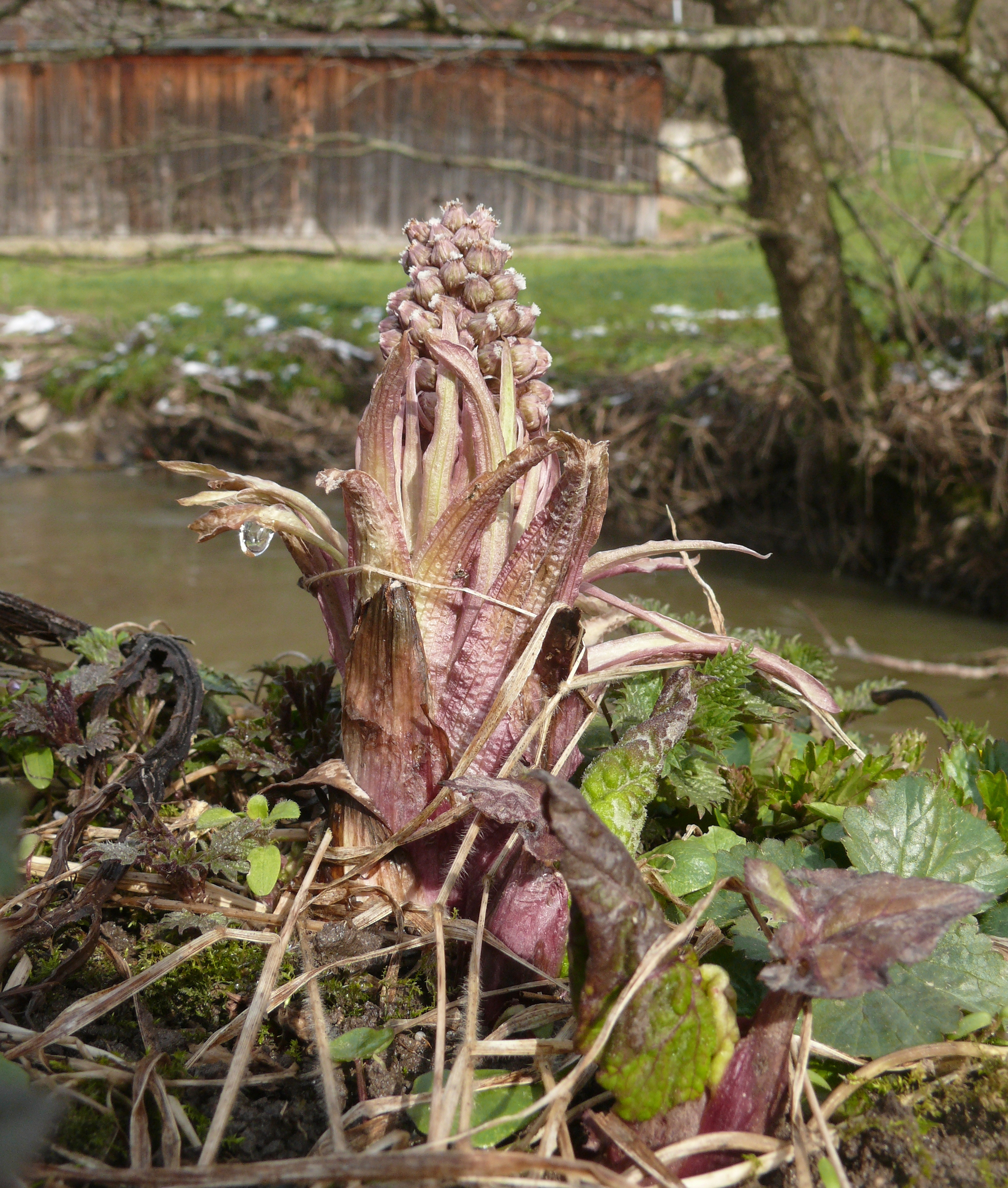
Petasites hybridus en début de croissance.
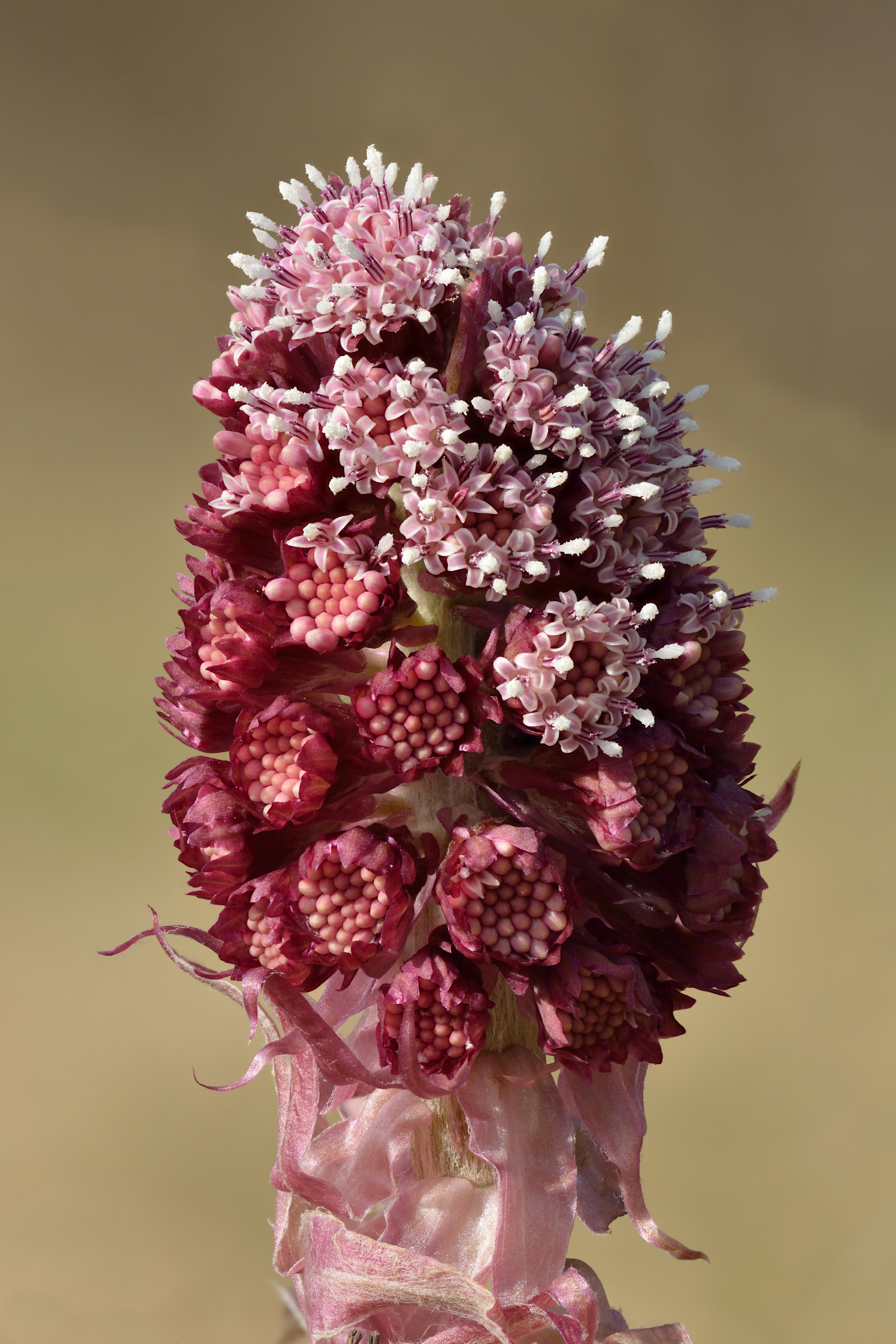
Inflorescence.
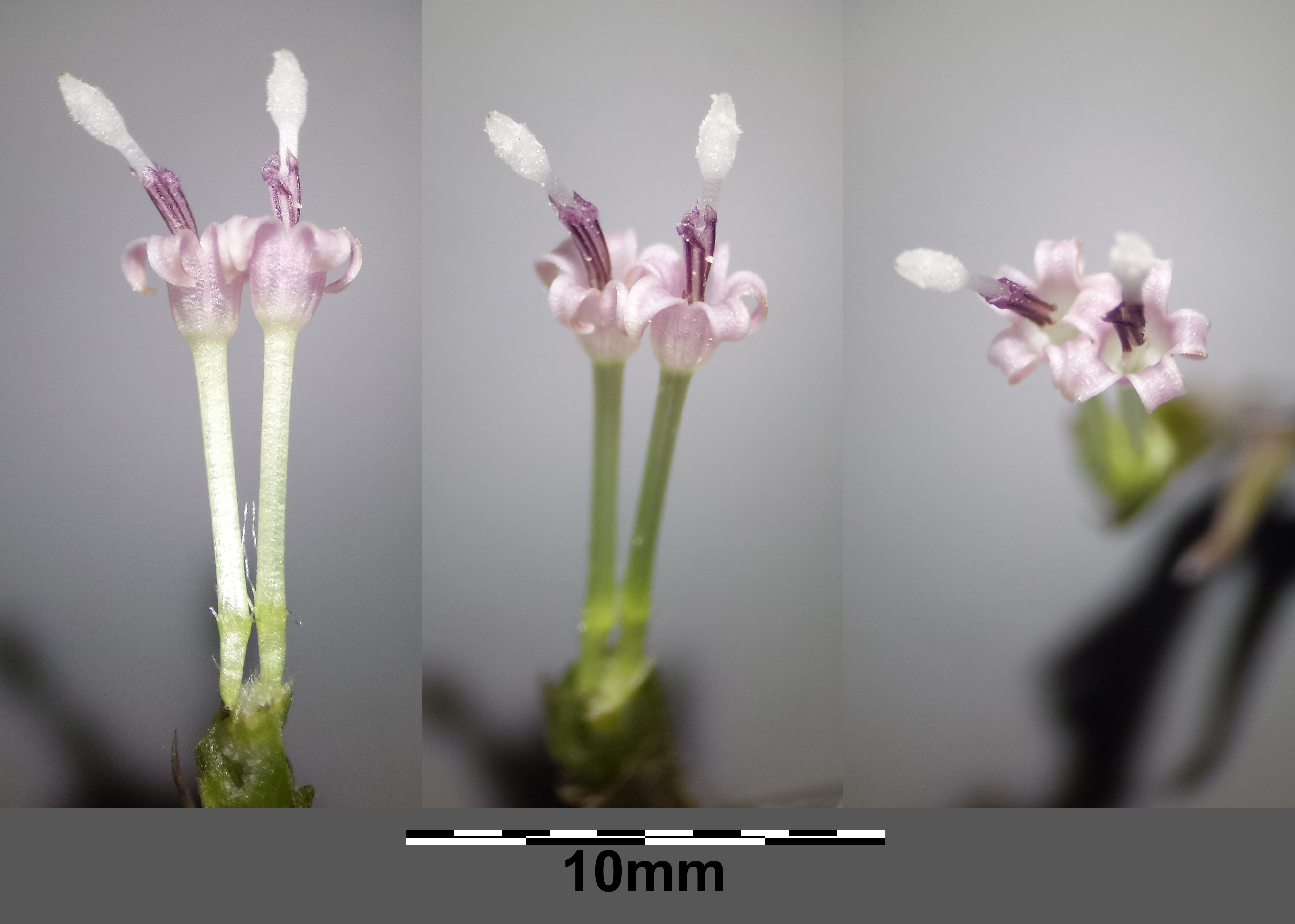
Fleurs.
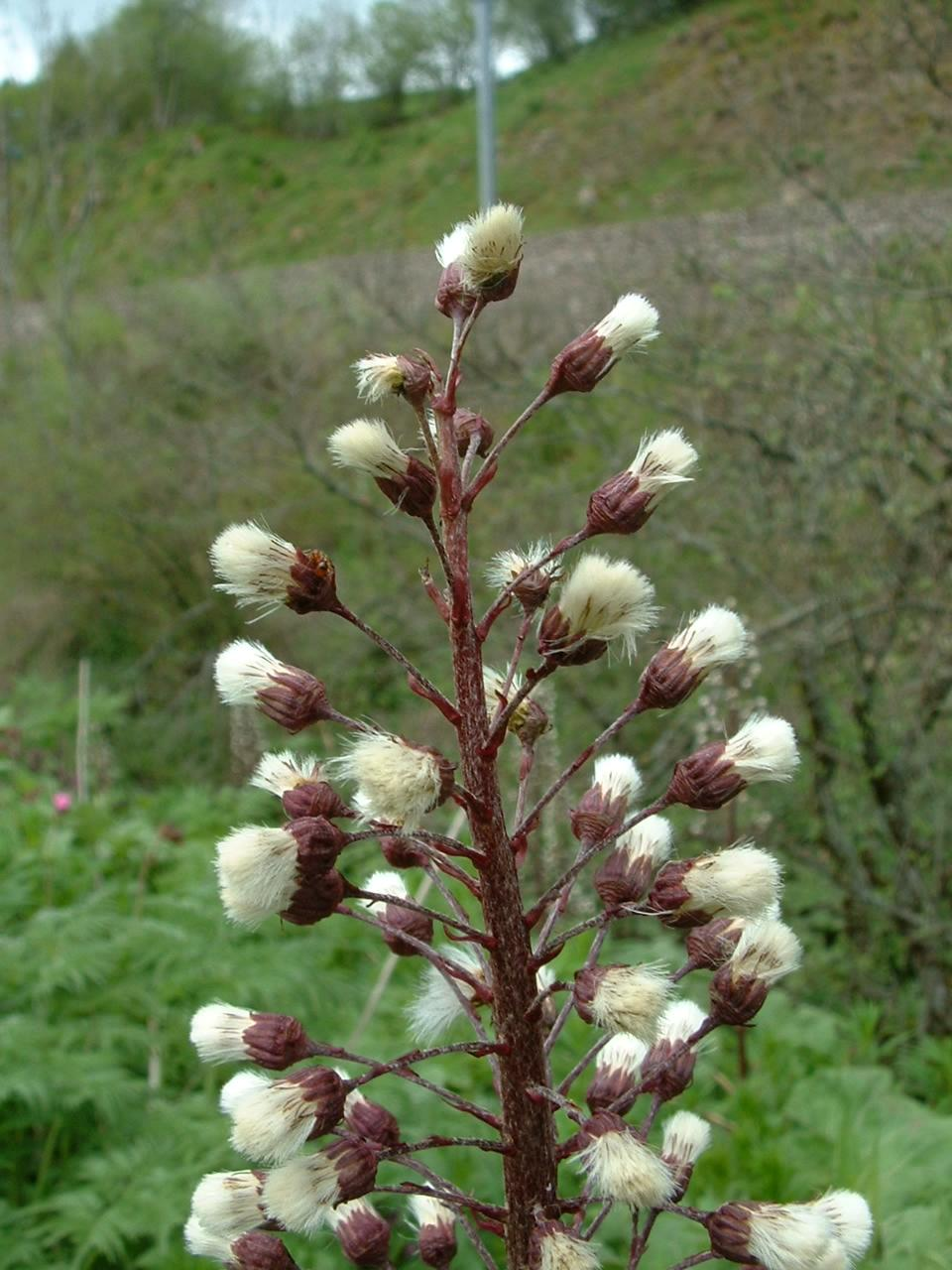
Hampe florale après floraison.

## Habitat
Espèce pionnière, plutôt héliophile, elle colonise les îlots et les pieds de berge, se développant dans des sols riches et humides souvent ombragés. Souvent à proximité des cours d'eau (mégaphorbiaie alluviale).

## Répartition
Commun dans l'Est de la France.

## Usages

### Médicinal
L'extrait de racine a une certaine efficacité dans le traitement de fond des migraines. L'infusion de feuilles et de fleurs séchées soulage les bronches irritées ; les cataplasmes de feuilles fraîches calment certaines douleurs articulaires, facilitent la cicatrisation des plaies ; la racine est douée de propriétés antispasmodiques.

### Ornemental
La plante est utilisée en composition paysagère comme plante ornementale.
La plante est représentée dans l'œuvre Vallon dans les montagnes du Doubs (au musée des Beaux-Arts de Dijon) peinte par Émile Isenbart vers 1893.